# Damallsvenskan

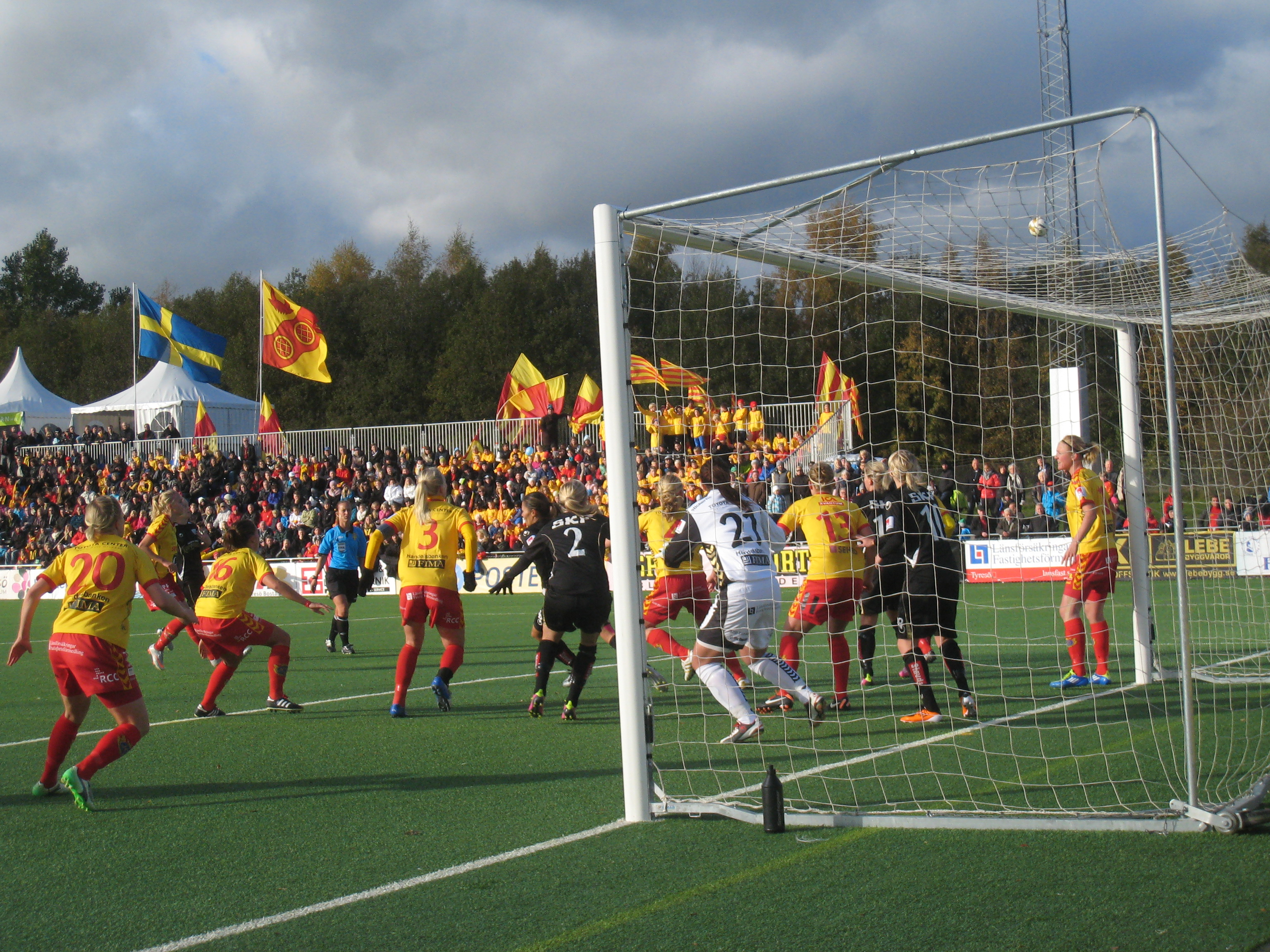
Tyresö FF

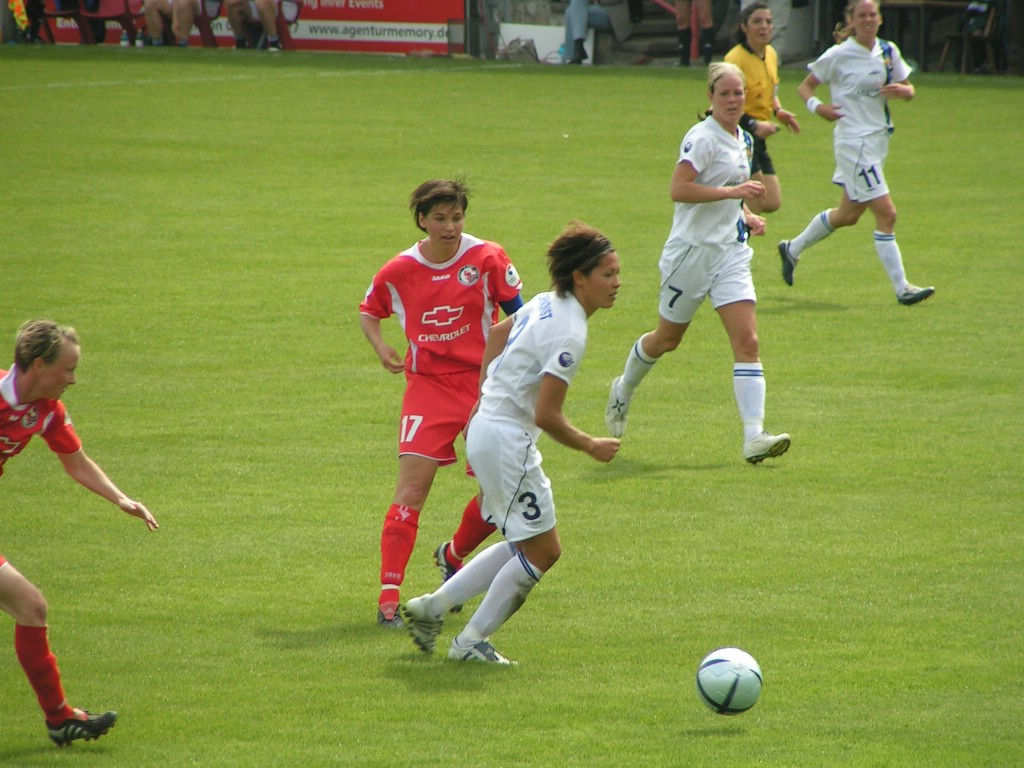
O Djurgårdens IF Dam

Damallsvenskan, também conhecida em 2018-2026 como OBOS Damallsvenskan por motivos de patrocínio , é a principal divisão do Campeonato Sueco de Futebol Feminino. 
Esta competição teve início em 1988  e é disputada por 14 clubes desde 2022. 
A atual Damallsvenskan foi antecedida por um torneio nacional a partir de séries regionais entre 1973 e 1977, seguido de uma Division 1 entre 1978 e 1987.

## Campeões
Lista dos clubes vencedores do Damallsvenskan: 

- 1988 - Öxabäck IF
- 1989 - Jitex BK
- 1990 - Malmö FF
- 1991 - Malmö FF
- 1992 - Gideonsbergs IF
- 1993 - Malmö FF
- 1994 - Malmö FF
- 1995 - Älvsjö AIK
- 1996 - Älvsjö AIK
- 1997 - Älvsjö AIK
- 1998 - Älvsjö AIK
- 1999 - Älvsjö AIK
- 2000 - Umeå IK
- 2001 - Umeå IK
- 2002 - Umeå IK
- 2003 - Djurgården/Älvsjö
- 2004 - Djurgården/Älvsjö
- 2005 - Umeå IK
- 2006 - Umeå IK
- 2007 - Umeå IK
- 2008 - Umeå IK
- 2009 - Linköpings FC
- 2010 - LdB FC Malmö
- 2011 - LdB FC Malmö
- 2012 - Tyresö FF
- 2013 - LdB FC Malmö
- 2014 - FC Rosengård
- 2015 - FC Rosengård
- 2016 - Linköpings FC
- 2017 - Linköpings FC
- 2018 - Piteå IF Dam
- 2019 - FC Rosengård
- 2020 - Göteborg FC
- 2021 – FC Rosengård
- 2022 – FC Rosengård
- 2023 – Hammarby IF
- 2024 – Rosengård

## Títulos por clube
- 11 títulos	FC Rosengård 1990, 1991, 1993, 1994, 2010, 2011, 2013, 2014, 2015
- 7 títulos	Umeå IK	2000, 2001, 2002, 2005, 2006, 2007, 2008
- 6 títulos	Jitex BK
- 5 títulos	Älvsjö AIK 1995, 1996, 1997, 1998, 1999
- 3 título	Linköpings FC 2009, 2016, 2017
- 2 títulos	Djurgårdens IF Dam 2003, 2004
- 1 títulos	Öxabäck IF	1988
- 1 título	Gideonsbergs IF 1992
- 1 título	Tyresö FF 2012
- 1 título	Piteå FC 2012
- 1 título       Göteborg FC 2020